# Grand Prix moto d'Espagne 1996
Le  Grand Prix moto d'Espagne 1996 est la quatrième manche du championnat du monde de vitesse moto 1996. La compétition s'est déroulée entre le 10 au 12 mai 1996 sur le circuit Permanent de Jerez.
C'est la 42e édition du Grand Prix moto d'Espagne.

## Classement final 500 cm3
| Pos  | Pilote              | Constructeur  | Temps/Écart     | Points |
| ---- | ------------------- | ------------- | --------------- | ------ |
| 1    | Mickael Doohan      | Honda         | 47 min 28 s 064 | 25     |
| 2    | Luca Cadalora       | Honda         | +2 s 677        | 20     |
| 3    | Tadayuki Okada      | Honda         | +14 s 644       | 16     |
| 4    | Loris Capirossi     | Yamaha        | +17 s 030       | 13     |
| 5    | Alberto Puig        | Honda         | +21 s 534       | 11     |
| 6    | Kenny Roberts Jr    | Yamaha        | +21 s 814       | 10     |
| 7    | Jean-Michel Bayle   | Yamaha        | +26 s 312       | 9      |
| 8    | Alex Barros         | Honda         | +38 s 120       | 8      |
| 9    | Shinichi Itoh       | Honda         | +38 s 444       | 7      |
| 10   | Carlos Checa        | Honda         | +49 s 478       | 6      |
| 11   | Juan Borja          | Elf 500       | +59 s 336       | 5      |
| 12   | James Haydon        | ROC Yamaha    | +1 min 08 s 537 | 4      |
| 13   | Frédéric Protat     | ROC Yamaha    | +1 min 09 s 082 | 3      |
| 14   | Jeremy McWilliams   | ROC Yamaha    | +1 min 09 s 509 | 2      |
| 15   | Sean Emmett         | Harris Yamaha | +1 min 21 s 050 | 1      |
| 16   | Eugene McManus      | Yamaha        | +1 min 43 s 550 |        |
| 17   | Toshiyuki Arakaki   | Yamaha        | +1 tour         |        |
| 18   | Jean-Pierre Jeandat | Paton         | +1 tour         |        |
| 19   | Adrien Bosshard     | Elf 500       | +1 tour         |        |
| 20   | Lucio Pedercini     | ROC Yamaha    | +1 tour         |        |
| Abd. | Norifumi Abe        | Yamaha        | Abandon         |        |
| Abd. | Doriano Romboni     | Aprilia       | Abandon         |        |
| Abd. | Alex Criville       | Honda         | Abandon         |        |
| Abd. | Daryl Beattie       | Suzuki        | Abandon         |        |

## Classement final 250 cm3
| Pos  | Pilote               | Constructeur | Temps/Écart     | Points |
| ---- | -------------------- | ------------ | --------------- | ------ |
| 1    | Max Biaggi           | Aprilia      | 46 min 06 s 154 | 25     |
| 2    | Tetsuya Harada       | Yamaha       | +12 s 238       | 20     |
| 3    | Ralf Waldmann        | Honda        | +15 s 476       | 16     |
| 4    | Jurgen Fuchs         | Honda        | +16 s 222       | 13     |
| 5    | Tohru Ukawa          | Honda        | +29 s 329       | 11     |
| 6    | Luis d'Antin         | Honda        | +29 s 508       | 10     |
| 7    | Olivier Jacque       | Honda        | +37 s 638       | 9      |
| 8    | Jean-Philippe Ruggia | Honda        | +44 s 866       | 8      |
| 9    | Jamie Robinson       | Aprilia      | +50 s 899       | 7      |
| 10   | Luca Boscoscuro      | Aprilia      | +52 s 203       | 6      |
| 11   | Sete Gibernau        | Honda        | +1 min 06 s 864 | 5      |
| 12   | Sebastian Porto      | Aprilia      | +1 min 16 s 662 | 4      |
| 13   | Cristiano Migliorati | Honda        | +1 min 19 s 461 | 3      |
| 14   | Takeshi Tsujimura    | Honda        | +1 min 21 s 196 | 2      |
| 15   | Osamu Miyazaki       | Aprilia      | +1 min 21 s 585 | 1      |
| 16   | Davide Bulega        | Aprilia      | +1 min 31 s 868 |        |
| 17   | Massimo Ottobre      | Aprilia      | +1 min 33 s 071 |        |
| 18   | Yasumasa Hatakeyama  | Honda        | +1 min 33 s 122 |        |
| 19   | Gianluigi Scalvini   | Honda        | +2 tours        |        |
| Abd. | Haruchika Aoki       | Honda        | Abandon         |        |
| Abd. | Vicente Esparragoso  | Honda        | Abandon         |        |
| Abd. | Christophe Cogan     | Honda        | Abandon         |        |
| Abd. | Javier Marsella      | Honda        | Abandon         |        |
| Abd. | Jurgen vd Goorbergh  | Honda        | Abandon         |        |
| Abd. | Roberto Locatelli    | Aprilia      | Abandon         |        |
| Abd. | José Barresi         | Yamaha       | Abandon         |        |
| Abd. | Christian Boudinot   | Aprilia      | Abandon         |        |
| Abd. | Eskil Suter          | Aprilia      | Abandon         |        |
| Abd. | Regis Laconi         | Honda        | Abandon         |        |
| Abd. | Miguel Tey           | Honda        | Abandon         |        |
| Abd. | Olivier Petrucciani  | Aprilia      | Abandon         |        |

## Classement final 125 cm3
| Pos  | Pilote               | Constructeur | Temps/Écart     | Points |
| ---- | -------------------- | ------------ | --------------- | ------ |
| 1    | Haruchika Aoki       | Honda        | 42 min 34 s 978 | 25     |
| 2    | Emilio Alzamora      | Honda        | +0 s 025        | 20     |
| 3    | Noboru Ueda          | Honda        | +0 s 116        | 16     |
| 4    | Valentino Rossi      | Aprilia      | +0 s 162        | 13     |
| 5    | Kazuto Sakata        | Aprilia      | +0 s 224        | 11     |
| 6    | Masaki Tokudome      | Aprilia      | +3 s 096        | 10     |
| 7    | Stefano Perugini     | Aprilia      | +3 s 326        | 9      |
| 8    | Tomomi Manako        | Honda        | +13 s 464       | 8      |
| 9    | Yoshiaki Katoh       | Yamaha       | +13 s 546       | 7      |
| 10   | Ivan Goi             | Honda        | +15 s 430       | 6      |
| 11   | Peter Öttl           | Aprilia      | +15 s 943       | 5      |
| 12   | Manfred Geissler     | Aprilia      | +23 s 611       | 4      |
| 13   | Dirk Raudies         | Honda        | +26 s 878       | 3      |
| 14   | Darren Barton        | Aprilia      | +32 s 756       | 2      |
| 15   | José Antonio Ramirez | Yamaha       | +32 s 893       | 1      |
| 16   | Josep Sarda          | Honda        | +43 s 570       |        |
| 17   | Youichi Ui           | Yamaha       | +53 s 858       |        |
| 18   | Frédéric Petit       | Honda        | +59 s 656       |        |
| 19   | Andrea Ballerini     | Aprilia      | +59 s 929       |        |
| 20   | Herri Torrontegui    | Honda        | +1 min 03 s 994 |        |
| 21   | Loek Bodelier        | Honda        | +1 min 04 s 857 |        |
| 22   | Jaroslav Huleš       | Honda        | +1 min 07 s 144 |        |
| 23   | Gabriele Debbia      | Yamaha       | +1 min 10 s 669 |        |
| 24   | Akira Saito          | Honda        | +1 min 27 s 562 |        |
| Abd. | David Garcia         | Honda        | Abandon         |        |
| Abd. | Alvaro Molina        | Honda        | Abandon         |        |
| Abd. | Angel Nieto Jr       | Aprilia      | Abandon         |        |
| Abd. | Enrique Maturana     | Yamaha       | Abandon         |        |
| Abd. | Garry McCoy          | Aprilia      | Abandon         |        |
| Abd. | Stefano Cruciani     | Aprilia      | Abandon         |        |
| Abd. | Lucio Cecchinello    | Honda        | Abandon         |        |
| Abd. | Jorge Martínez       | Aprilia      | Abandon         |        |